# Святогоровка
Святого́ровка (укр. Святого́рівка) — посёлок в Добропольском районе Донецкой области Украины.
Основан в 1966 году.

## География
Расположен на реке Бык, в 5 км от железнодорожной станции Доброполье (конечная станция железнодорожной ветки от линии Покровск — Дубово).

## Экономика
В посёлке были кирпичный завод, цехи Добропольского завода минеральной воды (вырабатывающие подсолнечное масло, муку и другие продукты).